# Ruhlsdorf (Jessen)
Ruhlsdorf ist ein Ortsteil der Stadt Jessen (Elster) im Landkreis Wittenberg des Landes Sachsen-Anhalt.
Mit seinen 289 Einwohnern zählt Ruhlsdorf zu den mittelgroßen Ortsteilen von Jessen.

## Lage und Erreichbarkeit
Ruhlsdorf liegt ca. fünf Kilometer nordwestlich der Stadt Jessen und ist über die B187 und die L37 mit ihr verbunden.

## Geschichte
Ruhlsdorf wurde erstmals 1377 unter dem Namen Ruhlstorph in Urkunden erwähnt. Bis 1899 war der Ortsteil Ruhlsdorf als Vorwerk dem ehemaligen Rittergut und heutigem Ortsteil Hemsendorf zugeordnet.

## Sehenswürdigkeiten

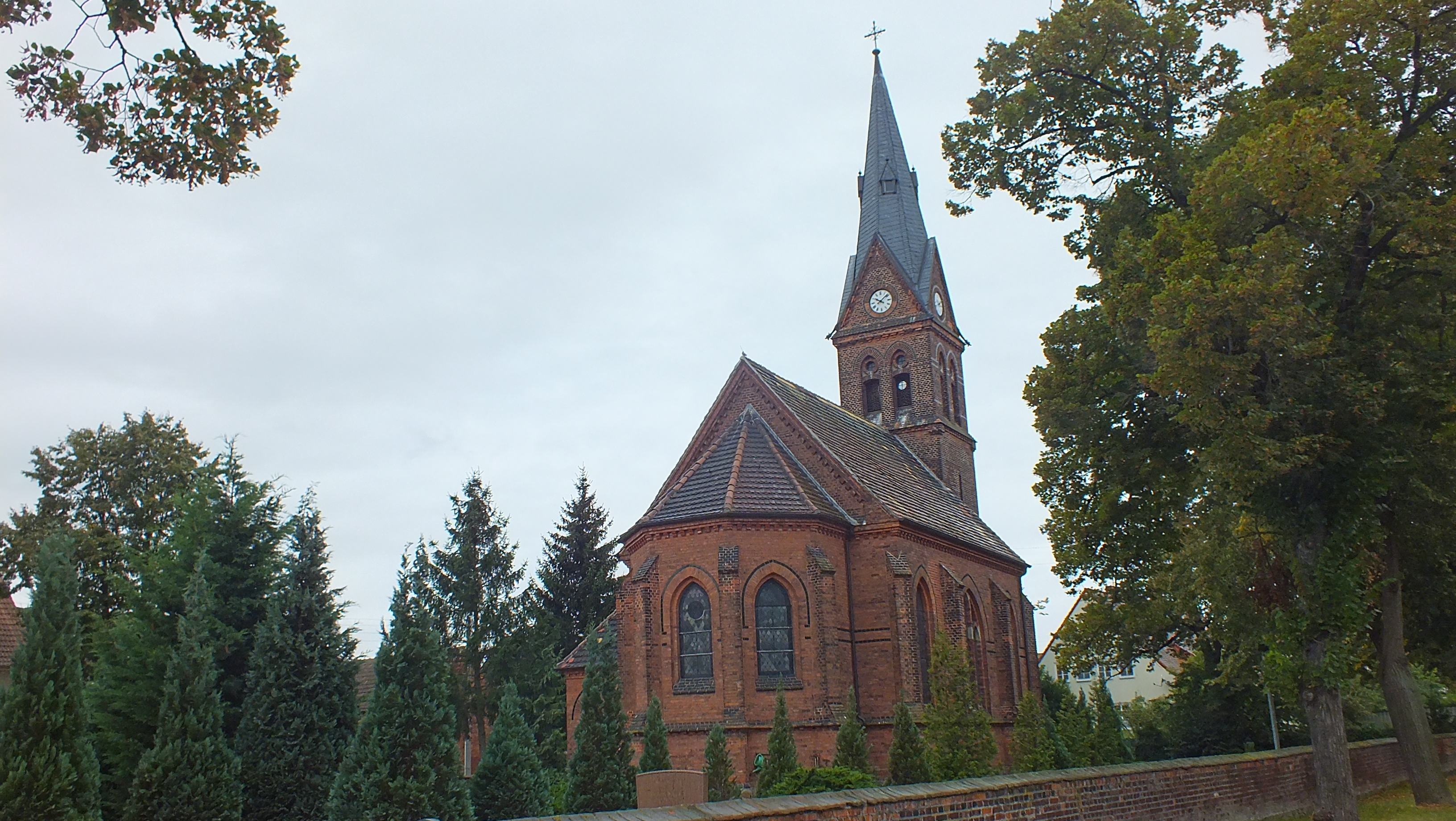
Kirche Ruhlsdorf

→ siehe auch: Liste der Kulturdenkmale in Ruhlsdorf
Die Kirche des Ortes ist ein im Jahre 1886 errichteter neogotischer Backsteinbau mit polygonalem Ostabschluss und einem eingezogenen Westturm.

## Organisationen
Neben einer Freiwilligen Feuerwehr existiert in dem Ortsteil Ruhlsdorf ein 1998 gegründeter Heimatverein.